# Barón en Aqualung
Barón en Aqualung es el tercer disco en directo de la banda española de Heavy metal Barón Rojo, lanzado en 2002.
Fue grabado en directo el día 5 de octubre de 2001 en la sala "Divino Aqualung" de Madrid, y puesto a la venta en la primavera de 2002, en principio bajo el título "Barón en Divino" como vídeo-DVD y posteriormente en doble CD, con el título "Barón en Aqualung", publicado el 11 de mayo de 2002 por Zero.
En el concierto participaron Óscar Cuenca al trombón, Josetxu Díez a la trompeta y José Luis Magro "Chele" al saxo.

## Lista de canciones

### Cd 1
1. Satánico Plan - 6:06
2. Breakthoven - 5:42
3. 20+ - 5:05
4. Incomunicación - 6:10
5. Más De Ti - 5:21
6. Anda Suelto Satanás - 6:10
7. Te Espero En El Infierno - 4:50
8. Concierto Para Ellos - 6:14
9. Cuerdas De Acero - 5:35
10. Famosas - 4:33
11. Hermano Del Rock and Roll - 4:43
12. Dame La Oportunidad - 3:43

### Cd2
1. Las Flores Del Mal - 4:57
2. Fronteras - 4:46
3. Buenos Aires - 7:37
4. Cueste Lo Que Cueste - 5:40
5. Con Botas Sucias / Canon-Cañón - 8:10
6. Siempre Estás Allí - 7:40
7. Resistiré - 5:12
8. Barón Rojo - 5:34
9. Son Como Hormigas - 3:24
10. Los Rockeros Van Al Infierno - 10:55
11. Hijos De Caín - 7:40

## Formación
- Carlos de Castro - guitarra, voz
- Armando de Castro - guitarra, voz
- Ángel Arias - bajo, coros
- Vale Rodríguez - batería, coros